# Trichonephila fenestrata
Trichonephila fenestrata is een spinnensoort uit de familie van de wielwebspinnen (Araneidae).
De wetenschappelijke naam van de soort werd in 1859 als Nephila fenestrata gepubliceerd door Tord Tamerlan Teodor Thorell.